# Catedral de Brussel·les
La catedral de Brussel·les, també coneguda com a Catedral de Sant Miquel i Santa Gudula de Brussel·les, és una església situada al turó de Treurenberg de Brussel·les, a Bèlgica, al lloc on ja al segle xi hi havia una antiga església romànica. No va ser catedral fins a l'any 1962, i representa el millor exemple que es conserva d'arquitectura gòtica de Brabant. Es tracta de l'església gòtica més antiga de Bèlgica.
El 1047 el duc de Brabant, Lambert II, hi va fer portar les relíquies de santa Gúdula de l'església de Sant Gorik a Brussel·les a l'església nova. Avui, els fonaments de la primera església es poden veure encara sota de la cripta de la catedral gòtica. A causa de la seva importància creixent, l'església va ser transformada en estil gòtic a partir del 1225 pel duc de Brabant Enric I. Les obres de reforma van durar 300 anys i es finalitzaren amb la construcció de les dues torres frontals a principis del segle xvi, amb Carles V.

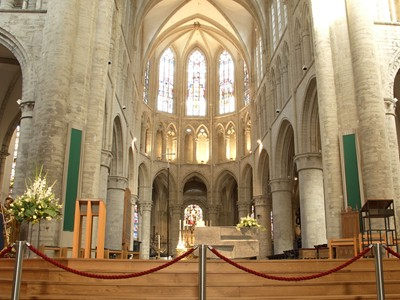
Interior des del transsepte

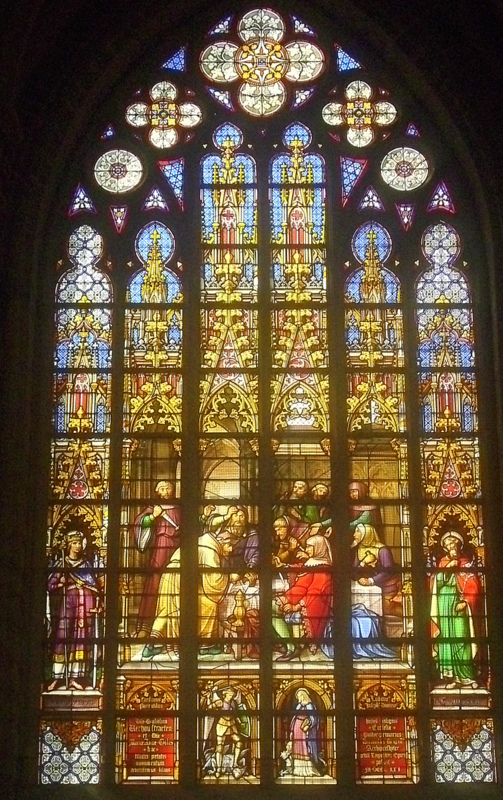
Vitrall

Entre 1226 i 1276 es construeix el cor gòtic, i el transsepte a mitjan segle xv. La façana occidental va ser acabada entre 1450 i 1490, seguint l'exemple de les façanes gòtiques franceses.
Després d'una gran escala construïda el 1861, hi ha les tres portes d'entrada. Dins, dotze pilars determinen clarament l'interior de la catedral, mentre que el trifori i els vitralls que accentuen l'estil gòtic tardà permeten que penetri més llum a l'interior. El cor és més fosc a causa de les obertures més petites de les finestres. A la capella nord, al costat esquerre del cor, es pot veure els retrats de diversos reis i emperadors que van concedir les vidrieres ricament adornades.
A l'interior hi ha un púlpit barroc molt complex obra de Henri-François Verbruggen, un escultor nascut a Anvers. Es va dissenyar el 1699 però no es va instal·lar fins al 1776.
El creuer presenta uns finestrals amb el governants de Bèlgica el 1538. Jan Haeck va realitzar el treball sobre dissenys de Bernaert van Orley.
S'hi conserva una imatge de santa Gúdula del segle vii, molt estimada pels brussel·lesos. Durant el setge protestant de 1579, les seves relíquies es varen llançar al vent, però això només va servir per reforçar el seu culte.
Uns magnífics vitralls que representen el judici final són del 1528. La seva viva gamma de vermells, blaus i grocs el situa plenament en l'estil del segle xvi. Els panells renaixentistes estan envoltats de posteriors garlandes de flors barroques.